# Пояс на Гулд
Пояс на Гулд (на английски: Gould Belt) е пръстен от звезди, съставен от звезди от спектрален клас О и В, намиращ се в околностите на няколкостотин парсека от Земята.
Пояс на Гулд се формира преди около 30 милиона години, когато балонът на тъмната материя се сблъскал с молекулярен облак в нашия регион. Поясът е кръстен в чест на Бенджамин Гулд, който през 1879 г. привлича вниманието, че ярките звезди в небето формират пояс, наклонен на около 20° спрямо равнината на Млечния път.